# Lista de parques estaduais da Dakota do Sul

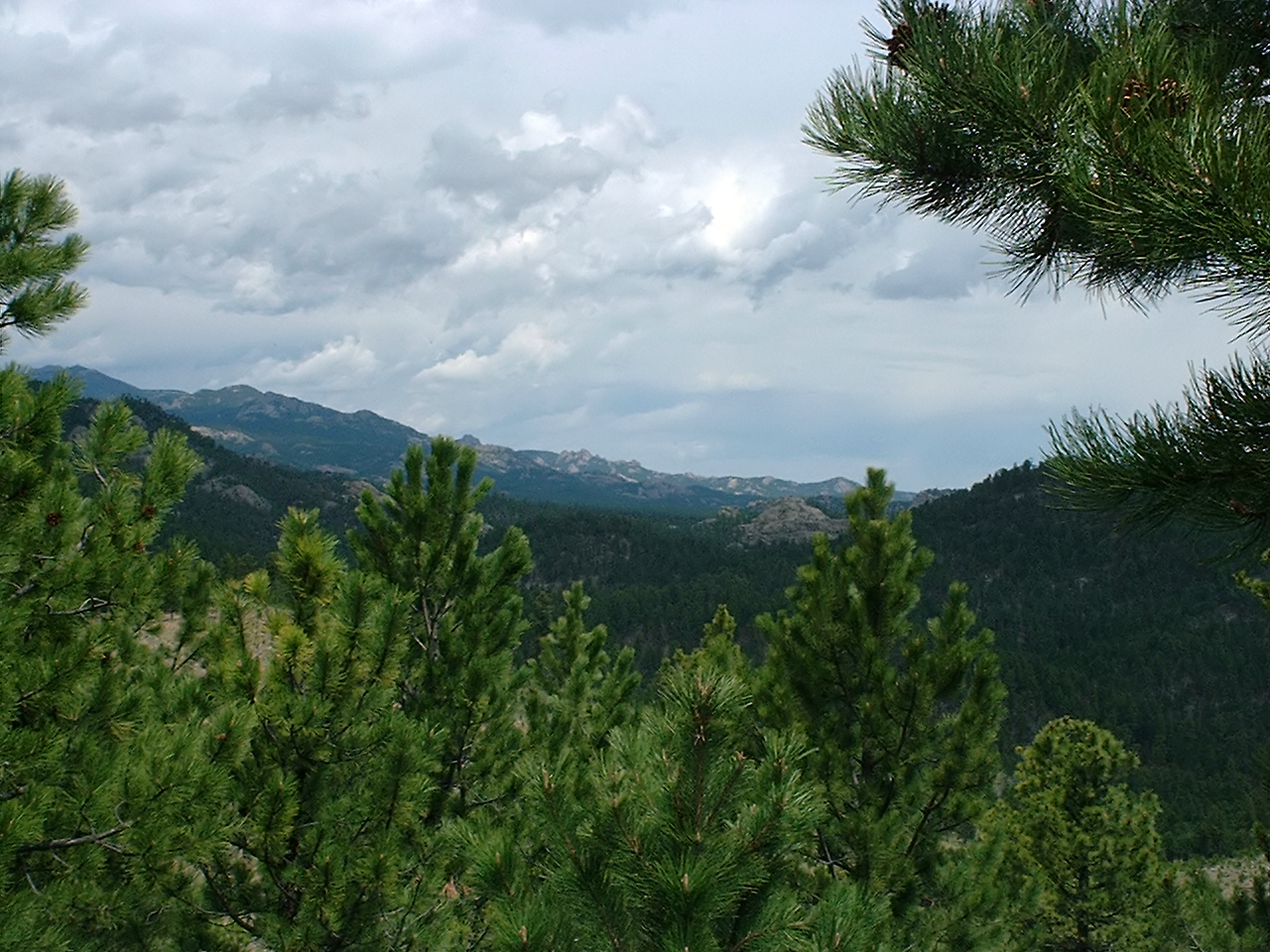
Parque Estadual de Custer

Lista dos parques estaduais do Dakota do Sul, Estados Unidos.

## A
- Reserva Natural e Agrícola de Adams
- Área Recreativa de Angostura

## B
- Parque Estadual de Bear Butte
- Área Natural de Beaver Creek
- Área Recreativa de Big Sioux
- Área Natural de Big Stone Island
- Área Recreativa de Burke Lake
- Área Recreativa de Buryanek

## C
- Área Recreativa de Chief White Crane
- Área Recreativa de Cow Creek
- Parque Estadual de Custer

## F
- Área Recreativa de Farm Island
- Parque Estadual de Fisher Grove
- Parque Histórico Estadual de Fort Sisseton

## G
- Trilha de George S. Mickelson

## H
- Parque Estadual de Hartford Beach

## I
- Área Recreativa de Indian Creek

## L
- Área Natural de LaFramboise Island
- Área Recreativa de Lake Alvin
- Área Recreativa de Lake Cochrane
- Parque Estadual de Lake Herman
- Parque Estadual de Lone Pine
- Área Recreativa de Lake Hiddenwood
- Área Recreativa de Lake Louise
- Área Recreativa de Lake Poinsett
- Área Recreativa de Lake Thompson
- Área Recreativa de Lake Vermillion
- Área Recreativa de Lewis and Clark
- Área Recreativa de Little Moreau
- Área Recreativa de Llewellyn Johns

## M
- Área Recreativa de Mina Lake

## N
- Parque Estadual de Newton Hills
- Área Recreativa de North Point
- Área Recreativa de North Wheeler

## O
- Área Recreativa de Oahe Downstream
- Parque Estadual de Oakwood Lakes
- Área Recreativa de Okobojo Point

## P
- Parque Estadual de Palisades
- Área Recreativa de Pease Creek
- Área Recreativa de Pelican Lake
- Área Recreativa de Pickerel Lake
- Área Recreativa de Pierson Ranch
- Área Recreativa de Platte Creek

## R
- Área Recreativa de Randall Creek
- Área Recreativa de Richmond Lake
- Parque Estadual de Roy Lake

## S
- Área Recreativa de Sandy Shore
- Área Recreativa de Shadehill
- Parque Estadual de Sica Hollow
- Área Recreativa de Snake Creek
- Prairie Histórico de Spirit Mound
- Área Recreativa de Springfield
- Área Recreativa de Swan Creek

## U
- Parque Estadual de Union Grove

## W
- Área Recreativa de Walker's Point
- Área Recreativa de West Bend
- Área Recreativa de West Pollack
- Área Recreativa de West Whitlock